# Unuttum
Unuttum (tr. für: „Vergessen“) ist das zweite Studioalbum der türkischen Sängerin Demet Akalın. Es ist nach dem gleichnamigen Lied benannt und wurde am 30. Mai 2003 veröffentlicht.

## Inhalt
Die Songs des Musikalbums einhalten Themen wie Liebe, Gefühle, Charakter eines Menschen und auch die Nähe zu Allah. Letzteres kommt besonders im Lied Allahından Bul (tr. für: „Finde Allah“) zum Ausdruck.
Neben den Produzenten und Songwriter Ersay Üner waren zusätzlich Nalan Tokyürek, Soner Arıca, Selami Şahin und Kurtuluş an der Erstellung des Albums beteiligt.
Die Lieder Unuttum, Gazete und Allahından Bul erschienen zusätzlich als Singles.

## Titelliste
| #   | Titel                      | Songschreiber  | Produzent      | Länge |
| --- | -------------------------- | -------------- | -------------- | ----- |
| 1.  | Unuttum                    | Nalan Tokyürek | Nalan Tokyürek | 4:22  |
| 2.  | Yana Yana                  | Ersay Üner     | Ersay Üner     | 4:07  |
| 3.  | Allahından Bul             | Ersay Üner     | Ersay Üner     | 4:32  |
| 4.  | Aklım Hep Sende            | Kurtuluş       | Kurtuluş       | 4:09  |
| 5.  | Doğruyu Söyle              | Ersay Üner     | Ersay Üner     | 4:50  |
| 6.  | Sana Veda                  | Ersay Üner     | Ersay Üner     | 3:55  |
| 7.  | Gazete                     | Ersay Üner     | Ersay Üner     | 4:16  |
| 8.  | Değmemiş                   | Ersay Üner     | Ersay Üner     | 4:40  |
| 9.  | Sen Mutlu Ol               | Ersay Üner     | Ersay Üner     | 5:39  |
| 10. | Allahından Bul - Version 2 | Ersay Üner     | Ersay Üner     | 4:36  |
| 11. | Tanrıya Kaldı              | Soner Arıca    | Soner Arıca    | 4:38  |
| 12. | Seni Seviyorum             | Selami Şahin   | Selami Şahin   | 4:56  |

## Verkäufe
| Land   | Verkäufe |
| ------ | -------- |
| Türkei | - 79.000 |

## Mitwirkende
Folgende Personen trugen zur Entstehung des Albums Unuttum bei.

### Musik
| - Gesang: Demet Akalın - Backgroundgesang: Cihan Okan, Ezgi Üstün, Kutsi, Murat Çekem, Ufuk Yıldırım, Yeşim Vatan, Yonca Kocadağ - Akustische Gitarre: Ayhan Günyıl, Erdem Sökmen - Klassische Gitarre: Edinç Senyaylar - Baglama: Ali Yılaz | - Oud: Hüseyin Bitmez - Ney: Eyüp Hamiş - Violine: Gündem Yaylı Grubu - Bass: İsmail Soyberk - Klarinette: Kirpi Bülent |

### Produktion
- Ausführende Produzenten: Ersay Üner, Demet Akalın
- Produktion: Ersay Üner, Demet Akalın
- Abmischung: Serkan Kula, Arzu Aslan
- Mastering: Cem Büyükuzun